# Sébastien Sansoni
Sébastien Sansoni, né le 30 janvier 1978 à Marseille,  est un footballeur français international de beach soccer.

## Biographie

### Enfance et formation
Sébastien Sansoni naît dans le quartier d'Endoume, à Marseille. Il fait ses premiers pas de footballeur à l'US Endoume et y reste jusqu'à ses 19 ans, avant de partir au FC Istres.

### Débuts professionnels en France
Au Istres FC, Sébastien Sansoni joue en CFA 2 avec l'équipe réserve, puis en National. Mais, il déclare fin 2014 : « très vite j'en ai eu marre de la mentalité française. J'ai eu l'opportunité de rejoindre la Suisse, à Neuchâtel, mais l'expérience n'a pas été concluante ». Sebastien Sansoni, malgré un passage mitigé en tant qud joueur avec trop peu de temps faisant cependant l'unanimité au sein du vestiaire de par sa bonne humeur et ses differentes anecdotes toujours très subtil. Son intégration a Neuchatel s'est d'ailleurs très bien passée. Il était notamment très proche de .
En 2000, Sébastien Sansoni revient alors à l'US Endoume, où il est champion de CFA 2 en 2000-2001.
José Anigo, alors entraîneur de l'Olympique de Marseille, le recrute. Mais celui-ci est remercié peu de temps après. Lors de la trêve hivernale 2001-2002, Sansoni rejoint le FC Martigues (D2).
À l'été 2002, Sébastien Sansoni est en contact avec LB Châteauroux (D2). Il déclare fin 2014 : « Ces deux ans passés à la Berrichonne sont les plus mauvais de ma carrière ». 

### Expériences étrangères
Le club grec de Ethnikos Asteras le contacte, le recrute et sa carrière prend une autre tournure. Auteur de bonnes prestations dans le championnat 2005-2006, Sébastien Sansoni commence à être sollicité. 
Sébastien Sansoni fait un essai au Standard de Liège mais rejoint les Pays-Bas, trois ans avec le Vitesse Arnhem, dans des stades pleins : « ce sont mes plus belles années ». Il devient capitaine de l'équipe. Lors de la saison 2006-2007, il est suspendu cinq matchs pour avoir mordu un adversaire lors d'une échauffourée. 
En 2009, Sébastien Sansoni est contacté par un club chinois, puis atterri en Russie, près de Moscou. Il rejoint le FC Khimki. Sansoni joue peu : huit matchs.
Attiré par le fait de jouer en Israël, il signe pour deux ans au Maccabi Petach-Tikva début janvier 2010.
Sébastien est le footballeur marseillais ayant joué dans le plus de championnats étrangers en 2014.

### Fin de carrière
En 2012, il souhaite revenir en France et rejoint le club de la Penne sur Huveaune. Au bout de quinze jours, « j'ai stoppé l'aventure, j'étais dégoûté, j'ai failli arrêté de jouer ». Habitant près de Rousset, il en rejoint le club.
Jusqu'à ce que Patrick Michelucci, vieil ami endoumois devenu le président du club, lui demande de revenir en 2013. Il devient rapidement capitaine de l'équipe.

### Beach-soccer
En 2004, alors sans club, Éric Cantona pense à Sébastien Sansoni pour l'équipe de France de beach soccer. 
En 2005, Sébastien Sansoni est appelé pour jouer la Coupe du monde de beach soccer de 2005 à Rio de Janeiro. Il devient champion du monde et inscrit un but durant le tournoi contre l'Argentine. Il met ensuite le beach soccer entre parenthèses pour se focaliser sur sa carrière professionnelle. 
Sansoni revient en Équipe de France de beach soccer en 2013, une fois revenu en France, rappelé par le sélectionneur français Stéphane François.
En 2023, il est champion de France de beach soccer avec les Minots de Marseille.

## Palmarès
- Coupe du monde de beach soccer
  - Champion en 2005

- Championnat de France amateur 2
  - Champion en 2001